# Episodi de L'attacco dei giganti (terza stagione)
La prima parte della terza stagione doppiata in italiano è distribuita con due episodi settimanali dal 18 febbraio al 25 marzo 2019 sempre su VVVVID. La seconda parte invece è distribuita dal 4 al 28 ottobre 2019 sempre su VVVVID.

## Lista episodi
| Nº                         | Titolo italiano Giapponese 「Kanji」 - Rōmaji | In onda           | In onda          |
| Nº                         | Titolo italiano Giapponese 「Kanji」 - Rōmaji | Giapponese        | Italiano         |
| Prima parte (12 episodi)   | |                   |                  |
| 38                         | Segnale di fumo 「狼煙」 - Noroshi | 23 luglio 2018    | 18 febbraio 2019 |
| 38                         | Il gruppo di Levi, ora composto da Eren e da quel che rimane del 104º Corpo di Addestramento Reclute, è accampato in un casolare, dove svolge degli esperimenti su Eren per testare il piano di sigillare la breccia nel Wall Maria. Hanji riferisce che il pastore religioso Nick è stato torturato e ucciso nella sua prigione a Trost, e rivela i suoi sospetti sul Reparto Centrale del Corpo di Gendarmeria. Poco dopo, infatti, il Corpo di Gendarmeria emana un blocco sulle attività dell'Armata Ricognitiva, arresta Erwin e richiede la consegna di Eren e Historia; i due tuttavia sfuggono all'assalto del casolare insieme al resto del gruppo. Al fine di scoprire di più sui loro nemici e i loro scopi, Levi decide di recarsi a Trost. Qui Jean e Armin, travestiti da Eren e Historia, sono sequestrati da alcuni rapitori, ma i loro compagni li liberano prontamente. Insospettito dalla facilità dell'operazione e dall'apparente uso di dilettanti da parte del Corpo di Gendarmeria, Levi comincia a pensare che ci sia sotto qualcosa, quando viene improvvisamente attaccato dalla sua vecchia conoscenza Kenny lo squartatore e dai suoi uomini. Essi eliminano la squadra di Levi e si mettono al suo inseguimento. |                   |                  |
| 39                         | Dolore 「痛み」 - Itami | 30 luglio 2018    | 18 febbraio 2019 |
| 39                         | Kenny e i suoi uomini, che ora agiscono per conto del Reparto Centrale del Corpo di Gendarmeria, danno la caccia a Levi e ai membri del suo gruppo, i quali riescono a mettersi in salvo ma non a evitare che i veri Eren e Historia vengano rapiti. Nella capitale Mitras, il governo viene informato da Lord Reiss che Eren e Historia sono stati catturati. Intanto Hanji raggiunge Erwin e gli confida che Eren rischia di essere divorato se non riusciranno a liberarlo in tempo. In seguito allo scontro con Kenny e i suoi uomini, Armin e gli altri sono traumatizzati dall'aver dovuto affrontare e uccidere altri esseri umani, ma Levi li consola. I membri del gruppo si mettono a interrogare i sequestratori che avevano fatto prigionieri e uno di loro, il mercante Dimo Reeves, si offre di aiutarli in cambio di protezione per lui, la sua impresa e i cittadini di Trost dal Corpo di Gendarmeria. Con l'aiuto di Reeves, Levi e compagni catturano i soldati del Reparto Centrale implicati nell'uccisione del pastore Nick e, torturandoli, apprendono che Historia è la legittima erede al trono e che lei ed Eren sono tenuti prigionieri dal padre della ragazza: Rod Reiss. In seguito, Kenny giustizia Reeves per averlo tradito, ignaro del fatto che il figlio di Reeves abbia assistito al fatto. |                   |                  |
| 40                         | Storie passate 「昔話」 - Mukashibanashi | 6 agosto 2018     | 25 febbraio 2019 |
| 40                         | In un flashback, Historia racconta ai suoi compagni della sua infanzia. Nata da una relazione extraconiugale tra il nobiluomo Rod Reiss e una domestica della tenuta, la piccola era cresciuta nel disinteresse dei suoi cari, fino a quando Kenny non uccise sua madre, e Rod la allontanò e la nascose sotto l'identità di Christa Lens. Ricongiuntosi con lei nel presente, Rod conduce lei ed Eren alla tenuta. Temendo che Eren possa finire divorato per far acquisire i suoi poteri da gigante a qualcun altro, la squadra di Levi si prepara a liberare lui e Historia. Intanto Erwin cerca il supporto di Dot Pixis nell'organizzare un golpe al fine di rovesciare il governo corrotto e l'attuale sovrano usurpatore, e reinstaurare la legittima regina Historia. Egli inoltre rivela che il suo desiderio di fare chiarezza sulla cospirazione al potere gli deriva dall'uccisione di suo padre, un insegnante di storia che era convinto che la fuga dell'umanità all'interno delle mura fosse stata orchestrata per opprimere i sudditi e aumentare i privilegi dei potenti. Prima di poter agire, tuttavia, Erwin viene incastrato per l'omicidio di Reeves e imprigionato, e i membri dell'Armata Ricognitiva dichiarati fuorilegge e braccati dal Corpo di Gendarmeria. |                   |                  |
| 41                         | Fiducia 「信頼」 - Shinrai | 13 agosto 2018    | 25 febbraio 2019 |
| 41                         | La squadra di Levi cattura i due membri del Corpo di Gendarmeria che si erano messi sulle loro tracce: Marlo e Hitch. Questi tuttavia, una volta appreso che l'Armata Ricognitiva è stata incastrata ingiustamente, decidono di schierarsi con Levi, aiutando lui e i suoi uomini a sopraffare un avamposto del Corpo di Gendarmeria. Nel frattempo la Polizia Militare ha appreso che Flegel Reeves ha assistito all'assassinio del padre da parte del Reparto Centrale e intende insabbiare l'accaduto uccidendolo; l'uomo è tuttavia salvato da Hanji. Con l'aiuto della donna, Flegel attira i membri della Polizia Militare nel Distretto di Stohess e li induce con l'inganno a rivelare ai cittadini la verità sulla morte di suo padre e sull'innocenza dell'Armata Ricognitiva, prima di catturarli. Erwin intanto viene condotto al cospetto del re e del governo per essere giudicato. |                   |                  |
| 42                         | Risposta 「回答」 - Kaitō | 20 agosto 2018    | 4 marzo 2019     |
| 42                         | Durante il processo, Erwin illustra al re e al governo il suo intento di riconquistare il Wall Maria ed evitare così una guerra civile a causa delle tensioni emergenti per il controllo delle risorse sempre più limitate. Il suo appello cade tuttavia nel vuoto, ma proprio mentre Erwin è condannato a morte, giunge improvvisa la notizia che il Wall Rose è stato infranto dai giganti. Piuttosto che permettere agli abitanti in fuga di trovare riparo nel Wall Sina, il governo ordina di chiudere fermamente le porte, sacrificando l'intera popolazione del Wall Rose per il benessere del distretto più interno. Avendo smascherato l'egoismo e il disprezzo delle vite altrui del governo, Dot Pixis e Dahlis Zachary rivelano che la notizia della breccia era fasulla e rovesciano il governo con un colpo di Stato. L'accadimento viene presto reso pubblico e anche la squadra di Levi apprende del golpe da Hanji. Ella rivela inoltre di sospettare che Eren e Historia possano trovarsi nella cappella familiare dei Reiss, un luogo in cui l'intera famiglia di Rod venne uccisa in passato. Mentre i suoi compagni si affrettano a raggiungere il luogo, Eren si risveglia imprigionato in una sala cristallina sotterranea. |                   |                  |
| 43                         | Peccato 「罪」 - Tsumi | 27 agosto 2018    | 4 marzo 2019     |
| 43                         | Assicurando a Eren che il padre ha buone intenzioni, Historia e Rod fanno riemergere nel ragazzo dei ricordi perduti di quando suo padre Grisha gli iniettò un liquido che lo fece trasformare in gigante, nel cui stato uccise e divorò lo stesso Grisha. Il precesso riesuma anche in Historia i ricordi dimenticati della sua infanzia in compagnia della sorellastra Frieda. Rod rivela quindi che lo sterminio della sua famiglia fu causato da Grisha Jaeger, il quale attaccò i Reiss con la sua trasformazione in gigante, divorando Frieda per ottenerne il potere unico di cui disponeva. Nel frattempo nella capitale, i cospiratori estorcono dai prigionieri l'informazione che la famiglia Reiss possiede il potere del gigante, ovvero di poter alterare i ricordi dell'umanità tranne per alcune famiglie di sangue nobile. Intenzionato a fermare Rod, Erwin si dirige con un gruppo di soldati alla cappella. Rivolgendosi a Rod come re, Kenny lo informa del colpo di Stato e della possibilità di venire attaccati. Mentre si prepara poi a difendere la sala sotterranea sotto alla cappella dei Reiss insieme al suo gruppo, l'uomo si ricorda di quando suo nonno gli rivelò che gli Ackermann erano stati nobili e fedeli servitori della famiglia reale per secoli, ma che poi insieme al clan orientale si erano ribellati a essa. Intanto la squadra di Levi giunge per prima alla cappella e si prepara a fare irruzione nella sala sotterranea. |                   |                  |
| 44                         | Desiderio 「願い」 - Negai | 3 settembre 2018  | 11 marzo 2019    |
| 44                         | La squadra di Levi fa irruzione nella caverna e, con l'ausilio di fumogeni e barili esplosivi, sconfigge Kenny e i suoi uomini e li costringe alla ritirata. Rod nel frattempo racconta a Historia che la sala sotterranea e le mura furono erette cento anni prima da un gigante, il quale cancellò poi i ricordi della popolazione e assunse il rango di primo re. Il potere di questo gigante e la conoscenza della storia del mondo vennero poi ereditati di generazione in generazione da un membro della famiglia Reiss, divorando il portatore precedente, fino a quando Grisha Jaeger non li usurpò, passandoli a Eren. Poiché solo un Reiss è in grado di ricorrere appieno al potere, Historia comprende che è suo compito trasformarsi in gigante, divorare Eren ed eliminare una volta per tutte la minaccia che incombe sull'umanità. Sentendosi tradito da questa rivelazione, Kenny tenta di trasformare Eren in gigante per battersi alla pari con Historia, ma il ragazzo si trattiene accettando il suo destino. Historia tuttavia si rende conto che lo scopo del padre non è liberare il mondo dai giganti, ma manipolarla per acquisire potere; ella rompe quindi la siringa con cui il Rod intendeva trasformarla e si precipita a liberare Eren. Disperato, Rod lecca il siero da terra, trasformandosi lui stesso in gigante. |                   |                  |
| 45                         | Le mura del distretto di Orvud 「オルブド区外壁」 - Orubudo-ku gaiheki | 10 settembre 2018 | 11 marzo 2019    |
| 45                         | Historia e la squadra di Levi liberano Eren, ma si ritrovano intrappolati nel crollo del sotterraneo causato dalla trasformazione in gigante di Rod. D'istinto Eren beve da una boccetta caduta dalla borsa di Rod e, dopo essersi trasformato in gigante, acquista la capacità di cristallizzare il proprio corpo, con il quale protegge se stesso e i suoi compagni dal crollo. Mentre a causa della sua stazza imponente il gigante Rod è costretto a strisciare verso il distretto di Orvud, le squadre di Levi e di Erwin si ricongiungono e si dirigono verso Orvud per anticiparlo. Dopo una serie di discussioni, i membri dell'Armata Ricognitiva convengono che Rod debba essere ucciso e il potere del Gigante Progenitore tenuto separato dal sangue dei Reiss per tentare di cambiare le sorti dell'umanità. Giunti al distretto di Orvud, Levi chiede a Historia di diventare la nuova regina, per legittimare il colpo di Stato e coalizzare i sudditi, a cui la ragazza acconsente. Mentre Rod si avvicina alla città, Erwin sorprende tutti opponendosi all'evacuazione dei cittadini. |                   |                  |
| 46                         | Monarca delle mura 「壁の王」 - Kabe no ō | 17 settembre 2018 | 18 marzo 2019    |
| 46                         | Erwin giustifica la sua decisione di non evacuare i cittadini di Orvud come un modo per attirare Rod in una trappola e fermare la sua avanzata nel territorio dell'umanità. Quando però all'alba il gigante Rod raggiunge Orvud, il fuoco dei cannoni del Corpo di Guarnigione non sortisce quasi alcun effetto. L'Armata Ricognitiva attua quindi il suo piano: Eren si trasforma in gigante e scaglia dei barili di polvere da sparo nella gola di Rod, facendo saltare in aria la testa del gigante; i soldati si avventano quindi sui brandelli di carne scampati all'esplosione, e proprio Historia infligge il colpo mortale alla nuca dove si trovava Rod. Nell'esplosione che ne consegue, Historia precipita nella città, dove, dopo essersi ripresa, si proclama alla popolazione come la vera regina delle mura. Più tardi alla cappella dei Reiss, Levi ritrova Kenny in fin di vita, il quale rivela di aver ottenuto una fiala di siero del gigante. |                   |                  |
| 47                         | Amici 「友人」 - Yūjin | 24 settembre 2018 | 18 marzo 2019    |
| 47                         | Kenny si ricorda di come anni prima fece amicizia con Uri Reiss, sebbene le circostanze avrebbero dovuto portare l'uno a uccidere l'altro. Entrò così a far parte del consiglio, ponendo fine alla persecuzione ai danni della sua famiglia. In seguito, andò alla ricerca del figlio di Kuchel, la sua defunta sorella minore. Kenny, affascinato dalla compassione di Uri, non riusciva a comprendere come una persona potesse essere così, e perciò iniziò a desiderare il potere del gigante di Uri per sé e creò la Squadra di Soppressione Anti-Uomo. Nel presente, Kenny rivela a Levi del suo collegamento con la madre di quest'ultimo e del perché lo abbia abbandonato; gli consegna quindi il siero del gigante prima di spirare. Nella capitale Mithras, Historia Reiss viene incoronata regina. Nel frattempo il Gigante Bestia sconfigge Reiner e Bertholdt e ottiene la loro collaborazione per recuperare la Coordinata. |                   |                  |
| 48                         | Spettatore 「傍観者」 - Bōkansha | 8 ottobre 2018    | 25 marzo 2019    |
| 48                         | Sono passati due mesi dall'incoronazione di Historia Reiss, la quale si è resa subito popolare tra i suoi sudditi attraverso una serie di misure a favore dei più deboli. I militari hanno sviluppato una nuova arma che permette di eliminare i giganti senza rischiare la vita dei soldati, e nuove reclute si sono unite all'Armata Ricognitiva. Eren intanto si è allenato a controllare l'abilità di indurimento. Il giovane si rende conto che la persona che continua ad affiorare nei suoi ricordi in relazione al padre è l'istruttore Keith Shadis e insieme ad alcuni membri dell'Armata Ricognitiva si reca a fargli visita. L'uomo racconta di come vent'anni prima trovò Grisha Jaeger al di fuori del Wall Maria in uno stato di amnesia. Grisha si adattò presto alla vita all'interno delle mura, praticando le sue abilità mediche e sposando Carla, che lo rese padre di Eren. La notte dopo la caduta di Shigashina, Grisha portò Eren nel bosco, dove venne trovato in seguito da Keith svenuto e con una chiave appesa al collo. Affranto e insicuro, Keith si dimise dal comando dell'Armata Ricognitiva, dedicandosi all'addestramento delle nuove reclute. |                   |                  |
| 49                         | La notte prima dell'operazione di riconquista 「奪還作戦の夜」 - Dakkan sakusen no yoru | 15 ottobre 2018   | 25 marzo 2019    |
| 49                         | Erwin e l'Armata Ricognitiva si preparano per l'operazione di riconquista del Wall Maria, nutrendo il sospetto che la verità sul proprio mondo giaccia nella cantina della casa della famiglia Jaeger. Levi prova a convincere Erwin a non partecipare all'operazione per via della perdita del braccio, ma egli rifiuta. Il comandante affida inoltre al caporale maggiore il siero del gigante da usare a sua discrezione durante la missione. La notte prima dell'operazione l'Armata Ricognitiva festeggia cenando con della carne; la rarità del cibo fa salire la tensione tra i soldati e si scatenano battibecchi e risse. Quando la festa finisce, Eren, Mikasa e Armin si lasciano andare ai ricordi del loro passato e alle loro speranze per un futuro migliore al di là delle mura. L'indomani l'Armata Ricognitiva parte dal distretto di Trost acclamata da una folla esultante, mentre Reiner e Bertholdt fanno la guardia al Wall Maria. |                   |                  |
| Seconda parte (10 episodi) | |                   |                  |
| 50                         | La città dove tutto iniziò 「はじまりの街」 - Hajimari no machi | 28 aprile 2019    | 4 ottobre 2019   |
| 50                         | Viaggiando di notte per evitare i giganti, l'Armata Ricognitiva raggiunge infine Shiganshina. La città appare deserta ed Eren riesce rapidamente a sigillare la breccia sulle mura esterne grazie alla sua abilità di indurimento. Armin intuisce che il nemico ha avuto notizia del loro arrivo e si sta nascondendo per preparare il contrattacco; ordina quindi ai soldati di esaminare attentamente le mura presso la breccia interna. Durante la ricognizione Reiner viene scoperto all'interno di una fessura delle mura, ma prima che Levi possa ucciderlo si trasforma nel Gigante Corazzato. Improvvisamente all'esterno della città appaiono una schiera di giganti guidati dal Gigante Bestia; quest'ultimo scaglia un masso verso la breccia interna del Wall Maria sigillandone l'uscita e impedendo così all'Armata Ricognitiva di utilizzare i propri cavalli per fuggire dalla città. |                   |                  |
| 51                         | Le lance fulmine 「雷槍」 - Rai-sō | 5 maggio 2019     | 4 ottobre 2019   |
| 51                         | A un segnale del Gigante Bestia, i giganti più piccoli si lanciano verso le postazioni dei soldati per sterminare i loro cavalli e impedire così la loro ritirata. Anche Reiner in forma di Gigante Corazzato intende prendere di mira i cavalli e inizia a scalare il Wall Maria per raggiungerli. Erwin invia tre squadre a proteggere le cavalcature, e incarica i reparti di Levi e Hanji di prepararsi ad attaccare il Gigante Corazzato, trattenendo però Levi stesso per fronteggiare il Gigante Bestia. Quando il Gigante Corazzato raggiunge la sommità delle mura, Eren si palesa, trasformandosi in gigante e dandosi alla fuga; Reiner abbocca all'esca e abbandona la sua missione per inseguirlo. I due si affrontano in un combattimento corpo a corpo all'interno della città, nel quale Eren ha progressivamente la meglio grazie all'abilità di indurimento che ha imparato a padroneggiare. Il Gigante Corazzato viene quindi attaccato dai soldati con le lance fulmine, dei dispositivi sviluppati appositamente dall'esercito per danneggiare la dura armatura del nemico. Il loro attacco iniziale indebolisce il gigante, così i militari pressano l'assalto per uccidere il loro ex compagno una volta per tutte. |                   |                  |
| 52                         | La venuta 「光臨」 - Kōrin | 12 maggio 2019    | 7 ottobre 2019   |
| 52                         | Bertholdt si ricorda del suo passato nel Corpo reclute e dei preparativi che lui, Reiner e il capo guerriero Zeke hanno intrapreso in vista della battaglia a Shiganshina. Nonostante sia stato sconfitto, Reiner non è ancora morto e riesce a scagliare un urlo con il suo gigante, che è il segnale per il Gigante Bestia per lanciare il barile con all'interno Bertholdt nella città. Armin tenta di negoziare con il suo ex compagno e di farsi rivelare i motivi delle sue azioni, ma Bertholdt è più determinato che mai a compiere la sua missione, catturare Eren e uccidere tutta la popolazione all'interno delle mura. Bertholdt si trasforma quindi nel Gigante Colossale, coinvolgendo nell'esplosione la squadra di Hanji. Credendosi gli ultimi soldati rimasti in vita all'interno di Shiganshina, i membri della squadra di Levi si apprestano ad attaccare il gigante che sta radendo al suolo la città. |                   |                  |
| 53                         | Partita perfetta 「完全試合」 - Pāfekuto Gēmu | 19 maggio 2019    | 7 ottobre 2019   |
| 53                         | Il Gigante Colossale continua ad avanzare verso le mura interne seminando distruzione. Spaventato e privo di idee, Armin cede il comando a Jean, il quale ordina a Eren gigante di fermare l'incedere del nemico afferrandolo per i piedi mentre i soldati lo colpiscono alla nuca con le lance fulmine. Il Gigante Colossale si rivela però troppo forte: con un calcio scaraventa Eren sulle mura, mentre il suo vapore sparpaglia le lance e i soldati prima che possano colpirlo. Anche il Gigante Corazzato si riprende. Intanto, dall'altro lato delle mura, il Gigante Bestia inizia a scaraventare massi e pietre all'indirizzo dei militari che combattono i giganti più piccoli e delle nuove reclute che si occupano di badare ai cavalli, riducendo a brandelli gli edifici che danno loro riparo e falcidiando i soldati. Quando la situazione appare ormai disperata, Erwin raggruppa i sopravvissuti ed elabora un piano per permettere a Levi di uccidere il Gigante Bestia sfruttando il sacrificio suo e del resto dei soldati come diversivo. Erwin incita un'ultima volta i suoi uomini a morire combattendo per il bene di coloro che rimarranno in vita e poi guida la carica verso il Gigante Bestia attraverso una pioggia di macigni. |                   |                  |
| 54                         | Il coraggioso 「勇者」 - Yūsha | 26 maggio 2019    | 14 ottobre 2019  |
| 54                         | Erwin e gran parte dei soldati vengono feriti mortalmente durante la carica, ma riescono a distrarre il Gigante Bestia quel tanto che basta per permettere a Levi di avvicinarsi e di attaccarlo. Levi sconfigge l'avversario ed estrae Zeke dal suo gigante, ferendolo in modo tale da evitare che si trasformi ancora. Mentre però è in cerca di un compagno sopravvissuto da trasformare in gigante con il siero per fargli divorare Zeke e assimilare così il potere del Gigante Bestia, un altro gigante anomalo gli strappa via Zeke e si dà alla fuga. In città i superstiti si dividono per affrontare Reiner e Bertholdt. Aiutati da Hanji, che è sopravvissuta alla precedente esplosione, Mikasa, Jean, Connie e Sasha usano le lance fulmine per far saltare la mascella del Gigante Corazzato ed estrarre Reiner dal suo corpo da gigante. Armin intanto discute con Eren un piano per abbattere il Gigante Colossale, ben consapevole che l'azzardo potrebbe costargli la vita. Il giovane attacca quindi frontalmente Bertholdt, venendo investito in pieno e carbonizzato dal suo vapore ustionante; questa manovra diversiva riesce però a indebolire e distrarre il nemico, così che Eren può estrarlo dalla nuca del gigante con il suo movimento per la manovra tridimensionale. |                   |                  |
| 55                         | Sole di mezzanotte 「白夜」 - Byakuya | 2 giugno 2019     | 14 ottobre 2019  |
| 55                         | Trasportando lo svenuto Bertholdt, Eren raggiunge il corpo carbonizzato di Armin. Viaggiando sul dorso del gigante anomalo arriva anche Zeke, il quale gli rivela di conoscere suo padre Grisha e gli promette di tornare un giorno a liberarlo, poi scappa all'avvicinarsi di Levi. Hanji intanto è sul punto di uccidere Reiner, ma Jean la convince a lasciarlo in vita in modo da far ottenere a uno di loro il potere del Gigante Corazzato tramite il siero del gigante. Reiner viene però salvato da Zeke, così i soldati si riuniscono per iniettare il siero al moribondo Armin, trasformarlo in gigante e fargli divorare Bertholdt. Improvvisamente giunge però Floch Forster, sopravvissuto alla carica contro il Gigante Bestia, che trascina Erwin in fin di vita. Al prospetto di poter rianimare il più grande comandante dell'umanità, Levi pensa quindi di destinare il siero a Erwin scatenando le ire di Eren e Mikasa che lo attaccano apertamente. Dopo aver ristabilito l'ordine, Levi ordina agli uomini di allontanarsi; ma ancora esitante decide all'ultimo di lasciare il comandante Erwin riposare in pace e di rianimare invece Armin. Divenuto un gigante Armin divora Bertholdt, e viene poi tratto sano e salvo dal corpo della bestia. |                   |                  |
| 56                         | La cantina 「地下室」 - Chikashitsu | 9 giugno 2019     | 21 ottobre 2019  |
| 56                         | Quando Armin si riprende, gli otto membri rimanenti dell'Armata Ricognitiva lo mettono al corrente degli ultimi avvenimenti e del fatto che ora possiede il potere dei Gigante Colossale. Armin fatica a comprendere i motivi della scelta di Levi di riportare in vita lui invece che Erwin, ma il caporale maggiore lo sprona a dare il massimo per non far venire rimpianti ai suoi compagni. Hanji, Levi, Eren e Mikasa si recano poi a Shiganshina per visitare la cantina di Grisha Jaeger, dove rinvengono una foto di Grisha da giovane con una donna e un bambino sconosciuti, e tre libri. Nei testi, che i membri dell'Armata Ricognitiva riportano a Trost dove vengono acclamati da eroi, Grisha descrive la sua infanzia in una terra economicamente, tecnologicamente e socialmente avanzata oltre il Wall Maria. |                   |                  |
| 57                         | Quel giorno 「あの日」 - Ano hi | 16 giugno 2019    | 21 ottobre 2019  |
| 57                         | Mentre Eren e Mikasa sono tenuti in prigione come punizione per la loro insubordinazione a Shiganshina, il ragazzo comincia a rivivere i ricordi di Grisha. Dopo che sua sorella Faye venne uccisa da alcuni soldati, Grisha apprese di far parte del popolo degli eldiani, i discendenti della leggendaria Ymir Fritz, che ottennero il potere dei nove giganti e lo usarono per regnare per centinaia di anni sulla Terra. Dopo secoli di dominazione, la nazione di Marley riuscì ad ottenere il controllo di sette dei nove giganti e a sconfiggere Eldia, i cui abitanti vennero ghettizzati e tenuti sotto costante oppressione da parte dei marleyani. La famiglia reale e diversi eldiani fuggirono sull'isola di Paradis, dove vissero in isolamento all'interno delle tre mura da allora. Cresciuto, Grisha si unì a un gruppo clandestino per la restaurazione di Eldia, sposò Dina Fritz, l'ultima eldiana di sangue reale rimasta sul continente, ed ebbe da lei un figlio, Zeke. Quando Marley creò poi l'unità guerriera, Grisha e Dina cercarono di farvi infiltrare Zeke come informatore, ma il bambino li tradì alle autorità. I congiurati vennero deportati su Paradis, trasformati in giganti e condannati a vagare senza meta per quelle terre, inclusa Dina che viene trasformata nel Gigante Sorridente. Grisha tuttavia venne salvato da Eren Kruger, un eldiano sotto copertura nelle file dell'esercito marleyano che si trasformò nel Gigante d'Attacco e uccise tutti i marleyani lì presenti. |                   |                  |
| 58                         | Il gigante d'attacco 「進撃の巨人」 - Shingeki no Kyojin | 23 giugno 2019    | 28 ottobre 2019  |
| 58                         | Eren Kruger rivelò a Grisha che coloro che acquisiscono il potere dei giganti muoiono dopo tredici anni; il loro gigante può essere passato in eredità a un altro eldiano se questi lo divora, mentre, se il portatore muore senza passare il potere, esso si passa ad un eldiano nato dopo la morte del precedente portatore. Tutti i destini e le coscienze dei mutaforma sono collegati da sentieri che trascendono lo spazio e il tempo e che si intersecano in un unico punto chiamato Coordinata, che rappresenta il Gigante Fondatore. Il primo re delle mura Karl Fritz usò il potere del Gigante Fondatore per costruire le mura e cancellare la memoria ai suoi sudditi, e imporre il suo volere di pace ai discendenti della famiglia reale di Paradis. Giunto al termine della propria esistenza, Kruger chiese a Grisha di divorarlo, usare il Gigante d'Attacco per infiltrarsi tra il popolo delle mura, e sottrarre il Gigante Fondatore alla famiglia reale in modo da usarlo per ristabilire il dominio di Eldia. Nel presente l'Armata Ricognitiva partecipa a una riunione insieme alle più alte cariche militari e alla regina Historia. Hanji illustra le loro scoperte e spiega che, tramite Grisha, Eren è entrato in possesso anche del Gigante Fondatore; non essendo di sangue reale però il giovane non subisce il volere di Karl Fritz, ma al tempo stesso non è in grado di usare pienamente il potere della Coordinata per controllare i giganti puri. Eren si rende allora conto che dopo la battaglia del Castello di Utgard fu in grado di usare la Coordinata in quanto colpì il Gigante Sorridente, ovvero il membro della famiglia reale Dina Fritz, decide però di tenere per sé la scoperta per paura di quello che l'esercito potrebbe fare a Historia. |                   |                  |
| 59                         | Al di là delle mura 「壁の向こう側」 - Kabe no mukōgawa | 30 giugno 2019    | 28 ottobre 2019  |
| 59                         | Al termine della riunione Historia prende la decisione di rivelare alla popolazione delle mura tutta la verità sulla loro origine, sui giganti e sul fatto che l'attacco iniziato anni prima a Shiganshina segna il tentativo di un'invasione da parte del loro vero nemico, la nazione di Marley. Mentre la notizia polarizza i cittadini di Paradis, i superstiti dell'Armata Ricognitiva vengono onorati dalla regina con delle medaglie. Entro un anno dalla battaglia di Trost gli ultimi giganti all'interno del Wall Maria vengono sterminati e gli abitanti dei distretti più periferici possono tornare finalmente alle loro case. A sei anni dalla caduta di Shiganshina l'Armata Ricognitiva intraprende nuovamente una missione al di fuori delle mura e giunge infine al mare. Mentre i suoi compagni si lasciano andare a giochi nell'acqua, Eren si rende conto che per essere veramente liberi dovranno sconfiggere il nemico che li attende oltre l'oceano. |                   |                  |

## Home video

### Giappone
Gli episodi della terza stagione de L'attacco dei giganti sono stati pubblicati per il mercato home video nipponico in edizione DVD e Blu-ray dal 17 ottobre 2018 al 18 settembre 2019.
| Nº | Data              | Dischi | Episodi | Fonte DVD | Fonte BD |
| -- | ----------------- | ------ | ------- | --------- | -------- |
| 1  | 17 ottobre 2018   | 1      | 38-40   | [ 3 ]     | [ 4 ]    |
| 2  | 19 dicembre 2018  | 1      | 41-43   | [ 5 ]     | [ 6 ]    |
| 3  | 30 gennaio 2019   | 1      | 44-46   | [ 7 ]     | [ 8 ]    |
| 4  | 27 febbraio 2019  | 1      | 47-49   | [ 9 ]     | [ 10 ]   |
| 5  | 24 luglio 2019    | 1      | 50-52   | [ 11 ]    | [ 12 ]   |
| 6  | 21 agosto 2019    | 1      | 53-55   | [ 13 ]    | [ 14 ]   |
| 7  | 18 settembre 2019 | 1      | 56-59   | [ 15 ]    | [ 16 ]   |

### Italia
Gli episodi della terza stagione de L'attacco dei giganti vengono pubblicati per il mercato home video italiano in edizione DVD e Blu-ray dal 24 aprile al 19 dicembre 2019.
| N° | Data             | Dischi | Episodi | Fonte DVD | Fonte BD |
| -- | ---------------- | ------ | ------- | --------- | -------- |
| 1  | 24 aprile 2019   | 3      | 38-49   | [ 17 ]    | [ 18 ]   |
| 2  | 19 dicembre 2019 | 2      | 50-59   | [ 19 ]    | [ 20 ]   |